# Membrana tectoria (Halswirbelsäule)

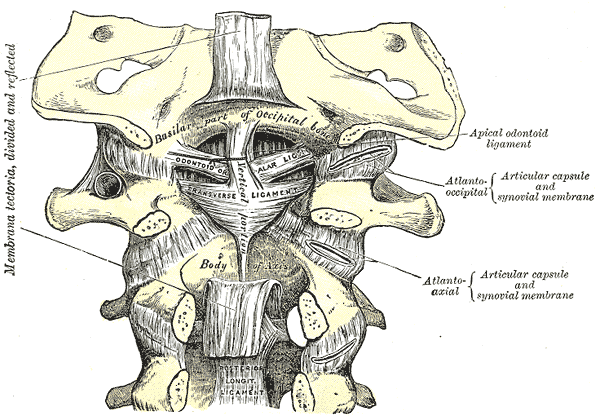
Bänder im Bereich der Kopfgelenke. Die Membrana tectoria ist durchtrennt und zurückgeklappt.

Die Membrana tectoria ist ein Band im Wirbelkanal im Bereich der Kopfgelenke. Es stellt die kopfseitige Fortsetzung des Ligamentum longitudinale posterius dar. Der Hauptstrang der Membrana tectoria entspringt an der Hinterseite des Körpers des zweiten Halswirbels (Axis) und zieht zum Basalteil des Hinterhauptbeins. Seitlich ziehen Fasern in die Gelenkkapsel des ersten Kopfgelenks, rückenseitig gehen Fasern in die harte Hirnhaut (Dura mater) des Gehirns über, in der Tiefe verbinden sich Fasern mit dem Ligamentum transversum atlantis. Die Membrana tectoria hat Brems- und Haltefunktion. Sie bremst Beugung und Drehbewegungen im Bereich der Kopfgelenke.